# 坂東眞理子
坂東 眞理子（ばんどう まりこ、1946年8月17日 - ）は、日本の婦人問題評論家、元官僚。
第5代学校法人昭和女子大学総長。朝日生命保険相互会社役員。社団法人農山漁村女性・生活活動支援協会会長。

## 来歴
富山県出身。富山県立富山中部高等学校を経て、東京大学文学部心理学科卒業後、1969年総理府に入省。1975年総理府婦人問題担当室（男女共同参画室の前身）に入室、当時最年少の担当官だった。1978年に日本初の「婦人白書」の執筆を担当した。1980年よりハーバード大学へ留学。帰国後、統計局消費統計課長、埼玉県副知事、在豪州ブリスベン総領事（女性初の総領事）、総理府男女共同参画室長などを歴任。2001年には内閣府男女共同参画局の初代局長を経て2003年に退官。キャリアの多くにおいて女性政策に携わり、その立案をリードした。 
2003年の埼玉県知事選挙に出馬するが落選。以後、昭和女子大学教授、副学長、女性文化研究所長を経て同大第8代学長に就任。2016年から平尾光司の後任として第5代学校法人昭和女子大学総長。
2006年9月15日、『女性の品格』（PHP新書）を上梓。同書は、仕事から私生活に至るまで、女性としての振舞い方をエッセイ風に説いた書物。2007年夏には大ブームを巻き起こし、トーハン発表の「2007年年間ベストセラー」総合1位を記録した。翌年3月までに累計300万部を超えるベストセラーとなった。

### 経歴
- 1969年（昭和44年）3月、東京大学文学部卒業[1]、総理府（後の内閣府）入府[1]。官房広報室配属
- 1972年（昭和47年）5月、青少年対策本部配属[1]
- 1975年（昭和50年）9月、婦人問題担当室専門官[1]
- 1980年（昭和55年）9月、米国ハーバード大学客員研究員[1]
- 1982年（昭和57年）6月、総理府老人対策室参事官補[1]
- 1985年（昭和60年）10月、内閣広報室参事官[1]
- 1989年（平成元年）7月、総務庁統計局消費統計課長[1]
- 1994年（平成6年）7月、総理府男女共同参画室長（婦人問題担当室長）[1]
- 1995年（平成7年）4月、埼玉県副知事[1]
- 1998年（平成10年）6月、在豪州ブリスベン日本国総領事[1]
- 2001年（平成13年）1月、内閣府男女共同参画局長（2003年8月まで）[1]、2月、豪州クイーンズランド工科大学より名誉博士号を授与
- 2003年（平成15年）6月、米国 ビジネスウィーク 誌（6月9日号）による "Stars of Asia" 賞を受賞
- 2003年（平成15年）8月31日、浜田卓二郎ら対立候補7人と埼玉県知事選挙を戦うも、無所属新人の上田清司に敗れる
- 2003年（平成15年）10月、学校法人昭和女子大学理事に就任[1]
- 2004年（平成16年）4月、昭和女子大学女性文化研究所長および昭和女子大学大学院生活機構研究科生活機構学専攻教授に就任[1]
- 2005年（平成17年）4月、昭和女子大学副学長（総務担当）に就任[1]
- 2007年（平成19年）4月、昭和女子大学学長に就任[1]
- 2008年（平成20年）6月、社団法人農山漁村女性・生活活動支援協会会長に就任
- 2014年 (平成26年) 4月、学校法人昭和女子大学理事長[1]
- 2016年 (平成28年) 7月、学校法人昭和女子大学総長[1]
- 2017年 (平成29年) 6月、MS&ADインシュアランスグループホールディングス社外取締役
- 2019年 (令和元年) 7月、一般財団法人東京学校支援機構理事長に就任[5]

## 人物
団塊の世代の前の世代、焼け跡世代（あるいはプレ団塊の世代）に当たる。早くから論壇などで執筆活動も活発に行っており、行政官としてのキャリアと2児の母としての役割を両立した経験を生かし、女性のライフスタイルにかかわる一般向けの著作も多い。24歳で結婚し「坂東」姓となったが、著作では旧姓「菅原」名義のものもある。
女子教育への熱い志が注目され、あらゆるインタビューで考えを発言している  
 。
60代で富山県から上京した母とは92歳で亡くなるまで同居し、晩年は介護の必要もなかった。
選択的夫婦別姓制度導入にも賛同。座右の銘は愛語 （『修証義』より）。趣味は、読書、俳句。

## テレビ出演
- 第58回NHK紅白歌合戦（2007年12月31日、NHK総合・ラジオ第1） - 審査員
- クイズプレゼンバラエティー Qさま!!（『プレッシャーSTUDY』 2008年8月25日・2009年1月19日・2011年1月24日・2012年10月8日、テレビ朝日）

ほか多数

## 主要著作
菅原眞理子（真理子）名義のものを含む。
- 『女性は挑戦する ― キャリア・ガールの生き方』（主婦の友社、1978年7月）
- 『現代ヤングレディ考 ― その実像と国際比較』（中央法規出版、1979年4月）
- 『しなやかな女への生き方』（主婦の友社、1979年7月）
- 『モザイク社会の女性たち ― カナダ・レポート』（深尾凱子との共著）（ELEC出版部、1980年3月）
- 『女性は消費者のみにあらず ― 女性の時代の経済論』（サイマル出版会、1980年8月）
- 『サラダ・バーの女たち ― リブのあとの最新アメリカ女性レポート』（紀尾井書房、1981年1月）
- 『女性が仕事を続ける時 ― アメリカからの報告』（日本コンサルタント・グループ、1982年1月）
- 『米国きゃりあうーまん事情』（東洋経済新報社、1982年1月）
- 『失敗しないパートタイム ― 女が仕事に出るとき』（主婦と生活社、1983年1月）
- 『女性管理職の時代』（筑摩書房、1983年7月）
- 『21世紀のシナリオ　どうなる団塊の世代』（中央法規出版、1984年1月）
- 『オトコ社会とつきあう法―強く、賢く、スマートに』（PHP研究所、1985年7月）
- 『パーソナルアイデンティティのすすめ　ソフト化時代の暮しと仕事』（創元社、1987年4月）
- 『新・家族の時代』（中公新書、1987年11月）
- 『ニューシルバーの誕生　高齢化社会とシルバービジネス』（東洋経済新報社、1989年3月）
- 『変る消費社会―生活重視への転換』（NTT出版、1991年11月）
- 『家族の経済学―新しい関係をつくる』（ユージン伝、1992年7月）
- 『日本型ゆとり社会とは何か ― 個人・企業・家庭の共生のシステムを探る』（PHP研究所、1992年10月）
- 『育児を乗り切る知恵と夢』（フレーベル館、1994年3月）
- 『ワークスタイル革命 ― 日本型雇用の崩壊』（大蔵省印刷局、1994年9月）
- 『副知事日記 私の地方行政論』（大蔵省印刷局、1998年11月）
- 『ゆとりの国オーストラリア ブリスベン総領事見聞録』（大蔵省印刷局、2000年8月）
- 『「なりたい!」が見つかる将来の夢さがし!職業ガイド234種』（集英社、2001年9月）
- 『図で見る日本の女性データバンク』（財務省印刷局、2001年11月）
- 『男女共同参画社会へ』（勁草書房、2004年9月）
- 『この国のしくみ 組織とその仕事』（国立印刷局、2005年8月）
- 『女性の品格 装いから生き方まで』（PHP新書、2006年10月）
- 『子どもがいたら、どうなるの？』（監修、大和出版、2007年9月）
- 『親の品格』（PHP新書、2007年12月）
- 『凛とした「女性の基礎力」』（暮しの手帖社、2008年1月）
- 『歳時記のある暮らし（和の暮らし術 1）』（ジェイティビィパブリッシング、2008年11月）
- 『礼儀作法としきたり（和の暮らし術 2）』（ジェイティビィパブリッシング、2008年11月）
- 『幸せの作法 働く女性に贈る61のヒント』（アスキー新書、2009年9月）
- 『美しい日本語のすすめ』（小学館101新書51、2009年10月）
- 『坂東眞理子の 「わたし」磨きの名言集 幸せになる知恵を贈る』（世界文化社、2009年10月）
- 『錆びない生き方』（講談社、2010年3月）
- 『坂東式ハッピーライフ両立力』（幻冬舎、2010年3月）
- 『女性の幸福（仕事編）』（PHP新書、2010年9月）
- 『女は後半からがおもしろい』（上野千鶴子との共著）（潮出版社、2011年5月）
- 『笑顔と思いやりで幸せになる』（清流出版、2019年2月）
- 『70歳のたしなみ』（小学館、2019年4月）
- 『女性の覚悟』（主婦の友社、2022年6月）
- 『人は本に育てられる』（幻冬舎新書、2024年7月）
- 『祖父母の品格 孫を持つすべての人へ』（朝日新書、2025年2月）

## 翻訳
- ルーシー・ソロ著『ニッポンの女性（おんな）たちへ、愛をこめて』（PHP研究所、1986年9月）
- キャシー・キートン著『ウーマン・オブ・トゥモロウ―女の旅立ち』（旺文社、1986年9月）